# Arcidiecéze bamberská
Arcidiecéze bamberská (lat. Archidioecesis Bambergensis) je diecéze s ústředím ve městě Bamberk, v severním Bavorsku.

## Rozsah působnosti
Diecéze zahrnuje velkou část správních obvodů Horní Franky a Střední Franky, jakož i jednu malou část správních oblastí regionu Dolní Franky (Iphofen) a Horní Falc (Auerbach). Sufragánními diecézemi jsou Eichstätt a Würzburg, stejně jako diecéze špýrská ležící již ve spolkové zemi Porýní-Falc.

## Historie
Na císařské synodě ve Frankfurtu nad Mohanem, která byla zahájena dne 1. listopadu 1007 a jíž se účastnilo osm arcibiskupů a 27 biskupů, zřídil Jindřich II. bamberskou diecézi odtržením části diecézí Würzburg a Eichstätt. V průběhu synody byl Eberhard, králův kancléř, vysvěcen mohučským arcibiskupem Willigisem na prvního biskupa této nové diecéze. Zároveň na synodě císař obdařil novou diecézi bohatými dary, aby ekonomicky stála na pevných základech. Jindřich II. vyžadoval po katedrální kapitule ve svém oblíbeném Bamberku klášterní přísnost, jakou znal z Hildesheimu, jenž byl propojený s Lutychem, kde sám získal vzdělání.
Bamberská diecéze podléhala zpočátku Mohuči a od roku 1245 přímo Římu, jako exemptní. Získala zvláštní význam pro christianizaci Slovanů, kteří žili mezi Mohučí a Řehnicí. Když byl druhý bamberský biskup Suitger z Morslebenu zvolen v roce 1046 papežem a usedl na papežský stolec, bylo jeho vlastním přáním, aby byl pohřben v bamberské katedrále, což se později stalo. Bamberk se tak stal jediným místem s papežským hrobem na sever od Alp.

## Katedrála, baziliky a kostely diecéze

### Katedrála
Katedrálou bamberské arcidiecéze je katedrála sv. Petra a sv. Jiří v Bamberku.

### Baziliky minor
- Bazilika Gößweinstein
- Bazilika Marienweiher
- Bazilika Vierzehnheiligen

### Další významné kostely
- Bamberk, St. Gangolf, v bývalé Bamberské zahradní čtvrti
- Klášter Banz, bývalý benediktinský klášterní kostel